# Картабья, Марта
Марта Картабья (итал. Marta Cartabia; род. 14 мая 1963, Сан-Джорджо-су-Леньяно) — итальянский юрист, первая женщина — председатель Конституционного суда Италии (2019—2020). Министр юстиции Италии (2021—2022).

## Биография
В 1987 году окончила Миланский университет, где изучала право. Специализировалась в конституционном праве в университете Экс-Марсель в Провансе, затем в Миланском университете (в 1993 году получила степень доктора философии по юриспруденции в Европейском университетском институте во Фьезоле). В 2000 году стала ординарным профессором Веронского университета, с 2004 года — ординарный профессор конституционного права в Миланском университете района Бикокка.
2 сентября 2011 года президент Италии Джорджо Наполитано назначил Марту Картабья в состав Конституционного суда Италии, 13 сентября принесла присягу и вступила в должность.
12 ноября 2014 года председатель Конституционного суда Алессандро Крискуоло назначил Картабья одним из своих заместителей, 24 февраля 2016 года новый председатель Паоло Гросси подтвердил это назначение.
11 декабря 2019 года избрана председателем Конституционного суда, став первой женщиной в этой должности (однако, 13 сентября 2020 года истекает девятилетний срок её полномочий как судьи Конституционного суда).
13 февраля 2021 года принесло присягу правительство Драги, в котором Картабья получила портфель министра юстиции.
8 июля 2021 года правительство утвердило план реформы уголовно-процессуального законодательства, разработанный Министерством юстиции (23 июля он должен поступить на рассмотрение Палаты депутатов).
22 октября 2022 года было сформировано правительство Мелони, в котором Картабья не получила никакого назначения.

## Избранные труды
- Marta Cartabia, Cittadinanza europea, «Enciclopedia Giuridica Italiana Treccani», Roma, Istituto dell’Enciclopedia Italiana, 1995.
- Marta Cartabia, Principi inviolabili e integrazione europea, Milano, Giuffrè Editore, 1995.
- Marta Cartabia e Joseph H.H. Weiler, L’Italia in Europa, Bologna, il Mulino, 2000.
- Raffaele Bifulco, Marta Cartabia, Alfonso Celotto, L’Europa dei diritti, Bologna, il Mulino, 2001.
- Marta Cartabia (a cura di), I diritti in azione, Bologna, il Mulino, 2007.
- Marta Cartabia, Europe and Rights: Taking Dialogue Seriously, «European Constitutional Law Review», 2009, 5-31.
- Marta Cartabia, L’universalità dei diritti umani nell’età dei nuovi diritti, «Quaderni costituzionali», 2009, 3, 537-68.
- Marta Cartabia e Andrea Simoncini (a cura di), La sostenibilità della democrazia nel XXI secolo, Bologna, il Mulino, 2009.
- Marta Cartabia (a cura di), Dieci casi sui diritti in Europa, Bologna, il Mulino, 2011.
- Marta Cartabia e Andrea Simoncini (a cura di), La legge di re Salomone. Ragione e diritto nei discorsi di Benedetto XVI, Milano, Biblioteca Universale Rizzoli, 2013.
- Vittoria Barsotti, Paolo G. Carozza, Marta Cartabia, Andrea Simoncini, Italian Constitutional Justice in Global Context, New York, Oxford University Press USA, 2015.